# Théophile Romastin
Théophile Romastin, né le 25 mars 1883 à Beaumont-Pied-de-Bœuf (Sarthe) et mort le 22 juin 1957 à Paris, est un homme politique français. 

## Biographie
Instituteur, il est maire de sa commune natale et conseiller d'arrondissement quand il se présente aux législatives en 1932. 
Il est député radical de la Sarthe de 1932 à 1940.

## Sources
- « Théophile Romastin », dans le Dictionnaire des parlementaires français (1889-1940), sous la direction de Jean Jolly, PUF, 1960 [détail de l’édition]